# Mark Merlis
Mark Merlis (* 9. März 1950 in Framingham, Massachusetts; † 15. August 2017 in Philadelphia, Pennsylvania) war ein US-amerikanischer Autor.

## Leben
Merlis wuchs als Kind in Baltimore, Maryland auf. Er besuchte die Wesleyan University in Connecticut und die Brown University in Rhode Island. Im Maryland Department of Health erhielt er nach seinem Studium eine Anstellung als Gesundheitsberater. Neben seiner Arbeit bei einer US-amerikanischen Gesundheitsbehörde begann er schriftstellerisch zu arbeiten und veröffentlichte mehrere Bücher. Sein erster Roman American Studies, der 1994 veröffentlicht wurde, gewann den Ferro-Grumley Award for LGBT Literature und den Los Angeles Times Book Prize Art Seidenbaum Award for First Fiction im Jahre 1995. Sein zweiter Roman An Arrow's Flight, der 1998 veröffentlicht wurde, gewann 1999 den Lambda Literary Award for Gay men’s fiction. 2003 erschien sein Roman Man About Town und 2015 der Roman JD.
Ab 1987 arbeitete Merlis beim Congressional Research Service an der Library of Congress. Merlis war mit Robert Ashe verheiratet. 2017 verstarb Merlis in Philadelphia im Pennsylvania Hospital.

## Werke (Auswahl)
- 1994: American Studies
  - dt.: Diese lang vergessene Sehnsucht. Roman. Aus dem Amerikanischen von Elfi Jäger. Droemer Knaur, München 1996, ISBN 978-3-426-60436-6
- 1998: An Arrow's Flight
- 2003: Man About Town
- 2015: JD
  - dt.: Halbstark. Roman. Aus dem Amerikanischen von Joachim Bartholomae. Albino, Berlin 2019, ISBN 978-3-86300-274-9

## Auszeichnungen und Preise (Auswahl)
- 1995: Ferro-Grumley Award for LGBT Literature für den Roman American Studies
- 1995: Los Angeles Times Book Prize Art Seidenbaum Award for First Fiction für den Roman American Studies
- 1999: Lambda Literary Award für den Roman An Arrow's Flight